# Puchar Świata w skokach narciarskich w Ałmaty
Zawody Pucharu Świata w skokach narciarskich w Ałmaty – zawody w skokach narciarskich, przeprowadzane w ramach Pucharu Świata w skokach narciarskich na skoczni Gornyj Gigant w kazachskim Ałmaty. Jak dotąd, jedyne konkursy pucharowe w tej miejscowości odbyły się w sezonie 2015/2016.

## Podium poszczególnych konkursów PŚ w Ałmaty

### Mężczyźni
| Lp | Data           | Skocznia      | HS    | Uwagi | 1. miejsce  | 2. miejsce      | 3. miejsce         |
| -- | -------------- | ------------- | ----- | ----- | ----------- | --------------- | ------------------ |
| 1. | 27 lutego 2016 | Gornyj Gigant | HS140 | nocny | Peter Prevc | Michael Hayböck | Severin Freund     |
| 2. | 28 lutego 2016 | Gornyj Gigant | HS140 | nocny | Peter Prevc | Severin Freund  | Daniel-André Tande |

### Kobiety
| Lp | Data           | Skocznia      | HS    | Uwagi | 1. miejsce     | 2. miejsce             | 3. miejsce                 |
| -- | -------------- | ------------- | ----- | ----- | -------------- | ---------------------- | -------------------------- |
| 1. | 27 lutego 2016 | Gornyj Gigant | HS140 | —     | Sara Takanashi | Daniela Iraschko-Stolz | Jacqueline Seifriedsberger |
| 2. | 28 lutego 2016 | Gornyj Gigant | HS140 | —     | Sara Takanashi | Daniela Iraschko-Stolz | Maja Vtič                  |

## Najwięcej razy na podium w konkursach indywidualnych
Uwzględnieni zawodnicy, którzy zdobyli minimum 2 miejsca na podium (stan na 28 lutego 2016)
| Miejsce | Zawodnik       | Zwycięstwa | 2. miejsca | 3. miejsca | Razem |
| ------- | -------------- | ---------- | ---------- | ---------- | ----- |
| 1.      | Peter Prevc    | 2          | 0          | 0          | 2     |
| 2.      | Severin Freund | 0          | 1          | 1          | 2     |

## Najwięcej razy na podium według państw
Stan na 28 lutego 2016
| Miejsce | Państwo  | Zwycięstwa | 2. miejsca | 3. miejsca | Razem |
| ------- | -------- | ---------- | ---------- | ---------- | ----- |
| 1.      | Słowenia | 2          | 0          | 0          | 2     |
| 2.      | Niemcy   | 0          | 1          | 1          | 2     |
| 3.      | Austria  | 0          | 1          | 0          | 1     |
| 4.      | Norwegia | 0          | 0          | 1          | 1     |